# Eddy Sepul
Eddy Sepul (30 september 1964) is een Belgisch voormalig voetballer die speelde als middenvelder.

## Carrière
Sepul speelde voor RFC Sérésien, Standard Luik en Union Hutoise FC.